# LFLS Kaunas
LFLS futbolo komanda (lt Lietuvos fizinio lavinimosi sąjunga) var en fodboldklub fra den litauiske by Kaunas.

## Historie
Klubben blev stiftet i 15. september 1920 og gik konkurs i 1944.

## Titler

### Nationalt
- A Lyga
  - Vindere (5): 1922, 1923, 1927, 1932, 1942.[1]
  - Andenplads (6): 1928, 1929, 1930, 1933, 1934, 1936.

## Klub farver
- Grøn og gul.

| LFLS | LFLS |

## Bane farver
| 1920 – ???? Hjemmebane | ???? Hjemmebane | 1920 − ???? Udebane | ???? Udebane | ???? Udebane |